# 皇牌空战04 破碎的天空
《皇牌空战04 破碎的天空》是一款由南梦宫公司制作和发行的空战模拟游戏。本游戏为皇牌空战系列第4作。本游戏于2001年9月13日在索尼PlayStation 2发行。

## 游戏玩法
玩家扮演一名战斗机飞行员，可以游玩18个故事任务，以及一个分屏对战模式。每个任务都有不同的目标，包括空对空战斗、地面攻击和护送友军。玩家的飞机配备了机枪和标准导弹，可以锁定空中、地面和海上目标。玩家还可以装备包括空对空导弹、空对地导弹、火箭弹和炸弹在内的特殊武器。在每个任务结束时，玩家会根据他们的表现进行排名，并获得点数来购买新飞机和特殊武器。
玩家可以购买21种不同的飞机，包括现实世界的量产机和原型机，以及游戏中虚构的飞机。每架飞机都有两种备用涂装方案，玩家可以通过击落隐藏在每个任务中的敌方王牌来获得。
相比与其他空战模拟游戏，本作的玩法更简单，更注重动作。玩家的飞机携带的弹药比真正的飞机多得多，而且有无限的燃料。玩家可以选择多个难度级别，难度会影响敌人的数量、AI的技能和玩家与敌人的伤害阈值。在较简单的难度下，玩家的飞机可以承受几枚导弹的打击，而在最高难度下，一枚导弹就可以摧毁玩家的飞机。

## 剧情

### 设定
游戏设定于一个被称作「Strangereal」的平行宇宙。「Strangereal」宇宙的地球有不同的地貌和历史。1999年，在游戏事件发生的四年前，一颗巨大的小行星「1994XF04 尤里希兹」进入地球大气层并解体。撞击事件在最初两周内造成50多万人死亡，并且引发了国际金融危机和难民危机。就在游戏开始前，爱尔吉亚联邦共和国入侵并占领了中立国圣萨尔瓦。爱尔吉亚还缴获了代号为「巨石阵」的反小行星轨道炮阵列。巨石阵是为了摧毁小行星的碎片而开发的，却被爱尔吉亚用作远程防空武器。爱尔吉亚的行径遭到了独立国家联合军（Independent State Allied Forces，缩写为ISAF）的反击，但ISAF节节败退，被迫撤退到巨石阵范围之外的「北角」岛。爱尔吉亚于是获得了尤吉亚大陆的大部分地区的控制权。玩家操作本作的沉默主角，一位呼号为Mobius 1的ISAF飞行员。游戏的幕间插曲是以一位圣萨尔瓦人在战后给Mobius 1写信的形式来叙述的，他在信中回忆了童年时的战争记忆。

### 梗概
Mobius 1和ISAF击退了爱尔吉亚的轰炸机，使其无法摧毁ISAF总司令部，并使ISAF部队能够撤离到北角。
Mobius 1参与了一系列空袭，使爱尔吉亚的埃吉尔舰队失去战斗力，阻止了爱尔吉亚从海上入侵北角的企图。在胜利的鼓舞下，ISAF的飞机深入尤吉亚大陆，但在巨石阵的炮火下损失惨重。ISAF随后对尤吉亚本土发动了地面入侵，在大陆上建立了一个立足点。Mobius 1逐渐被视为一位前途无量的王牌飞行员。
与此同时，一架尾翼上涂有黄色13号的爱尔吉亚战斗机击落了一架ISAF的飞机，飞机坠落在一位少年的家中。被击坠的飞机导致他的父母当场死亡，少年亲眼目睹了一切。无家可归的少年被他的叔叔收留。少年的叔叔是一个失业的酒鬼，住在圣萨尔瓦首都的一家酒吧楼上。少年描述了他在爱尔吉亚占领时期的经历，他在酒吧里为爱尔吉亚士兵演奏音乐来赚取收入。在那里他遇到了爱尔吉亚的王牌飞行员Yellow 13——精英中队「金雕队」（通称「黄色中队」）的队长。虽然少年一开始很反感Yellow 13，但Yellow 13和中队的其他成员都对少年以朋友相待，把他当作自己人。少年提到，Yellow 13渴望面对一个有价值的对手，并对Mobius 1逐渐增长的技术表示赞许。
ISAF的入侵是对爱尔吉亚战争的转折点，这给黄色中队带来了后勤问题。少年发现，尽管酒吧老板的女儿对Yellow 13有好感，但老板和他的女儿实际上是抵抗组织的特工。老板女儿炸毁了黄色中队的机场，损坏了Yellow 4的飞机——Yellow 4是Yellow 13的僚机和好友。ISAF对巨石阵发起攻击，其中Mobius 1成功破坏了巨石阵的轨道炮阵列。黄色中队争相保卫巨石阵。在随后的纏鬥中，Yellow 4被Mobius 1击落，未能弹射逃生。Yellow 13静静地哀悼着他的僚机的阵亡。
当ISAF接近圣萨尔瓦时，Yellow 13在酒吧老板的女儿试图安放炸药雷管后抓住了她。少年介入其中，称Yellow 13是「法西斯猪」。Yellow 13对少年的话感到不满，但允许他们自由行动。
ISAF解放了圣萨尔瓦的首都，少年和酒吧老板的女儿跟着爱尔吉亚军队撤退。ISAF穿过爱尔吉亚的最后防线，向爱尔吉亚的首都法班提推进。在ISAF围攻法班提时，Mobius 1与Yellow 13和黄色中队的其余成员交战并击败了他们。少年和酒吧老板的女儿发现并埋葬了Yellow 13的手帕。
法班提之战后，爱尔吉亚向ISAF投降。然而，一群年轻的爱尔吉亚军官控制了超级武器「巨石要塞」，打算使用火箭击落轨道上的小行星碎片来轰炸大陆作为报复。Mobius 1带领新成立的梅比乌斯队与反叛的军官作战，同时一支特种部队潜入巨石要塞设施。Mobius 1飞入导弹发射口，摧毁了巨石要塞的发电机。特种部队在最后一刻打开了Mobius 1的逃生通道，中队为Mobius 1的英雄事迹进行了庆祝。
战后多年，长大的少年反思了Yellow 13的一生。他在给Mobius 1的信中写道：「在那场无意义的战争的末尾，有你这样的对手，一定给他带来了意想不到的快乐。」

## 评价
IGN给予本游戏9.1/10的评分。